# Martie 2010
Acest articol este generat integral pe baza informațiilor din articolul 2010 și este actualizat periodic de un robot.
 Editările făcute în articol vor fi șterse la următoarea actualizare! Dacă doriți să faceți modificări, editați articolul-sursă.

ianuarie -
februarie -
martie -
aprilie -
mai -
iunie -
iulie -
august -
septembrie -
octombrie -
noiembrie -
decembrie
Martie 2010 a fost a treia lună a anului și a început într-o zi de luni.

## Evenimente

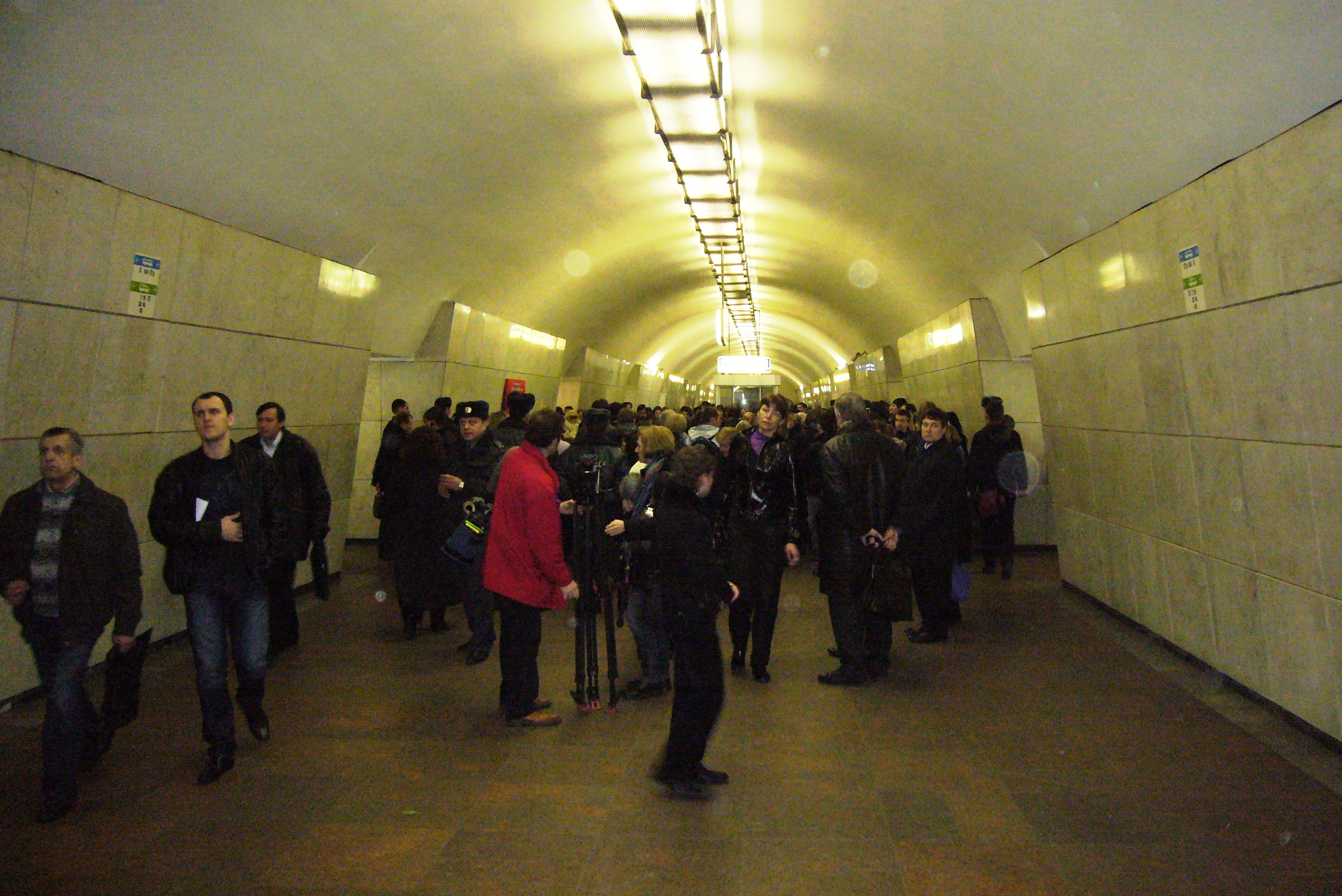
29 martie: Sala stației de metro Lubianka în ziua de după atentat

- 6 martie: Crin Antonescu obține al doilea mandat pentru șefia PNL, după ce a câștigat împotriva unicului său adversar, Ludovic Orban.[1]
- 6 martie: Paula Seling și Ovidiu Cernăuțeanu caștigă preselecția națională Eurovision 2010, cu piesa Playing with fire.[2]
- 7 martie: A avut loc a 82-a ediție a Premiilor Oscar, prezentate de Steve Martin și Alec Baldwin. Marele câștigător a fost desemnat The Hurt Locker, regizat de Kathryn Bigelow, câștigând 6 statuete, detronând mult apreciatul Avatar.
- 29 martie: La Moscova un dublu atentat cu bombă a ucis 40 de persoane în 2 stații de metrou, una din ele fiind situată la 500 metri de Kremlin.[3]
- 29 martie: A avut loc a 4-a ediție a Premiilor Gopo. Marele câștigător al serii a fost filmul Polițist, adjectiv, regizat de Corneliu Porumboiu.

## Decese

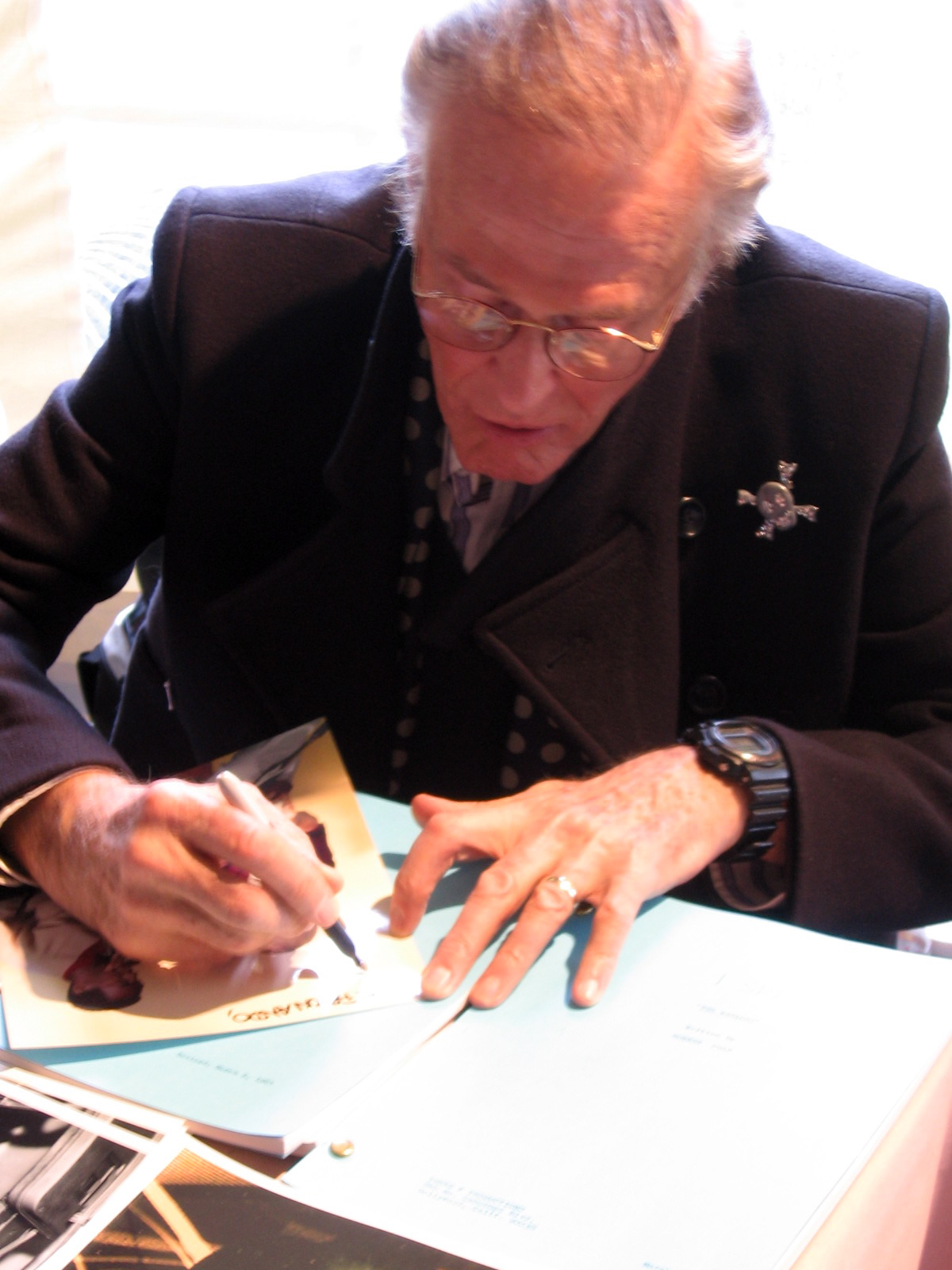
Robert Culp

- 2 martie: Stefan Hedrich, 91 ani, om de știință german originar din România (n. 1919)
- 3 martie: Keith Alexander, 53 ani, fotbalist (atacant) și antrenor britanic (n. 1956)
- 3 martie: Keith Alexander, fotbalist britanic (n. 1956)
- 4 martie: Marie-Christine Gessinger, 18 ani, fotomodel austriac (n. 1993)
- 6 martie: Valerian Fedco, 73 ani, profesor și doctor sovietic și rus (n. 1937)
- 8 martie: George Gană, 75 ani, filolog, critic literar, editor și profesor universitar român (n. 1935)
- 9 martie: Gheorghe Constantin, 77 ani, fotbalist român (atacant), (n.1932)
- 9 martie: Aurel Manolache, 78 ani, compozitor român (n. 1931)
- 10 martie: Corey Haim, 38 ani, actor canadian (n. 1971)
- 10 martie: Alexandru Mirodan (n. Alexandru Zissu Saltman), 82 ani, dramaturg român de etnie evreiască (n. 1927)
- 10 martie: Dumitru Popescu, 80 ani, preot ortodox român (n. 1929)
- 12 martie: Miguel Delibes, 89 ani, scriitor spaniol (n. 1920)
- 13 martie: Jean Ferrat (n. Jean Tenenbaum), 79 ani, poet, compozitor și cântăreț francez (n. 1930)
- 13 martie: He Pingping, 21 ani, cel mai scund om capabil să umble, de origine chineză (74,6 cm), (n. 1988)
- 13 martie: Jean-Joseph Sanfourche, 80 ani, pictor, poet, designer și sculptor francez (n. 1929)
- 14 martie: Peter Graves (n. Peter Aurness), 83 ani, actor american (n. 1926)
- 15 martie: Luigi Cascioli, 76 ani, eseist italian (n. 1934)
- 17 martie: Ștefan Gheorghiu, 83 ani, violonist și pedagog român (n. 1926)
- 17 martie: Ferenc László (Vigh Frigyes), 72 ani, muzician român de etnie maghiară (n. 1937)
- 17 martie: Ștefan Gheorghiu, muzician român (n. 1926)
- 19 martie: Ion Drabenco, 80 ani, fizician din R. Moldova (n. 1929)
- 20 martie: István Bilek, 77 ani, șahist maghiar (n. 1932)
- 20 martie: Vasile Herman, 80 ani, compozitor român (n. 1929)
- 20 martie: Ana Mureșan, 84 ani, comunistă română (n. 1925)
- 22 martie: James White Black, 85 ani, farmacist britanic, laureat al Premiului Nobel (1988), (n. 1924)
- 22 martie: Mile Cărpenișan, 34 ani, jurnalist român (n. 1975)
- 22 martie: Emil Schulz, 71 ani, pugilist german (n. 1938)
- 22 martie: Valentina Tolkunova, 63 ani, cântăreață rusă (n. 1946)
- 23 martie: Lauretta Masiero, 82 ani, actriță italiană (n. 1927)
- 23 martie: Fritz Wagnerberger, 72 ani, schior german (n. 1937)
- 24 martie: Robert Culp, 79 ani, actor american (n. 1930)
- 24 martie: Keith Wayne, actor american (n. 1945)
- 27 martie: Peter Herbolzheimer, 74 ani, cântăreț german de jazz (n. 1935)
- 27 martie: Vasili Smîslov, 89 ani, jucător rus de șah (n. 1921)
- 29 martie: Jacques Dacqmine, 85 ani, actor francez de teatru și film (n. 1924)
- 30 martie: Ilie Bogdesco, 86 ani, grafician sovietic (n. 1923)
- 30 martie: Krzysztof Teodor Toeplitz, 77 ani, jurnalist, scriitor și activist politic polonez (n. 1933)
- 31 martie: Ana Novac (n. Zimra Harsányi), 81 ani, scriitoare română de etnie evreiască (n. 1929)